# Nation of Islam

symbol Nation of Islam

Nation of Islam (Islámský národ) je americké sdružení muslimů černošského původu. Jde v podstatě o muslimskou sektu, jejíž vnímání islámu se podstatně liší od ortodoxního hlavního proudu tohoto náboženství a v některých ohledech má blíže ke křesťanství. Hnutí zastávalo radikální názory ohledně postavení černochů, které považuje za prvotní a nadřazený národ.
Hnutí založil v červenci 1930 Wallace Fard Muhammad v michiganském Detroitu. V červnu 1934 záhadně zmizel a vůdcem hnutí se stal Elijah Muhammad, který ho vedl až do své smrti v roce 1975. Na jeho místo nastoupil syn Warith Deena Mohammed, který hnutí vícekrát přejmenoval a začal transformovat ke tradiční islámské víře.
Po smrti Elijah Muhammada hnutí přijalo novou doktrínu. Louis Farrakhan ji odmítl a postavil se do čela odpadlické skupiny, která se vrátila k názvu Nation of Islam a k jeho pojetí víry. Farrakhan a jeho žáci zachovávali postoje černošské nadřazenosti a separatismus. Farrakhan je také známý svými antisemitskými výpady.
Na začátku 60. let proslavil hnutí jeho mluvčí a významný politický aktivista Malcolm X (později zavražděn členy hnutí pro odpadlictví). Roku 2021 Farrakhan opět vzbudil svou činností zájem médií.

## Mytologie
Mytologie sekty byla vytvořena Wallace Fardem Muhammadem a později rozpracována Elijahem Muhammadem. Podle ní lidské rasy vznikly následujícím způsobem:
Před 6600 lety se v Mekce narodil Yakub, černošský vědec. V té době na zemi existovali pouze černoši. Yakub viděl, že 30 % černochů je nespokojeno. Yakub byl členem mecké větve „kmene Shabbaz.“ Yakub získal přezdívku „big head“ (velká hlava) kvůli své velké hlavě a tvrdohlavosti. Když mu bylo šest let, objevil zákon akce a reakce při hře s ocelovými magnety. To ho podnítilo ke zosnování ďábelského plánu na vytvoření bílé rasy, která by vládla černochům pomocí úskoků a lží. Když mu bylo 18, vyčerpal všechno vědění v univerzitách v Mekce. Tehdy objevil, že černoši obsahují „černou esenci“ a „bílou esenci.“ Odebral se tedy s 59 999 svými stoupenci na ostrov Patmos, kde nastolil despotický režim a snažil se z černochů černou esenci vyšlechtit tím, že zabíjel všechny tmavé novorozence a nechával naživu jen ty světlejší. Po 200 letech šlechtění se mu podařilo vyšlechtit hnědou rasu. Yakub zemřel ve věku 152 let, ale jeho stoupenci pokračovali v jeho práci. Po 600 letech šlechtění se jim konečně podařilo vyšlechtit bílou rasu. Kruté podmínky při jejím vzniku předurčily zlovolný charakter této nové rasy.
Bílá rasa se posléze přesunula do Mekky, kde ale působila takové problémy, že byla vypovězena do Západní Asie (Evropy), obrána o všechno kromě jazyka a přinucena tam zůstat, přičemž vojáci z Mekky střežili hranice, aby jim zabránili v návratu do ráje. Po mnoho staletí vedli barbarský život, žili v jeskyních a jedli syrové maso, ale posléze byli vyvedeni z jeskyní Mojžíšem, který je naučil používat oděv. Mojžíš se je snažil zcivilizovat, ale nakonec to vzdal a vyhodil 300 těch nejproblémovějších bělochů do povětří dynamitem. Běloši se nicméně naučili používat „trikologii“ (tricknology), a tak si posléze uzurpovali moc a zotročili černochy. Posléze přivezli černé otroky do Ameriky na lodi „ďábelského“ obchodníka s otroky Johna Hawkinse v roce 1555.